# グレゴリー・ポール
グレゴリー・スコット・ポール (Gregory Scott Paul)(1954年12月24日 - )はアメリカのフリーランス研究家、作家、イラストレーターで古生物学の分野で活躍している。最近は社会学と神学についても研究している。獣脚類の研究と詳細な骨格図や生体復原図において最も著名である。この30年間、恐竜復元について専門的に投資してきた。ポールは映画ジュラシック・パーク、ディスカバリーチャンネルの When Dinosaurs Roamed America (邦題:恐竜再生 アメリカ)、そしてダイナソープラネット等に恐竜の専門家としてクレジットされている。

## 古生物学

### 絵画

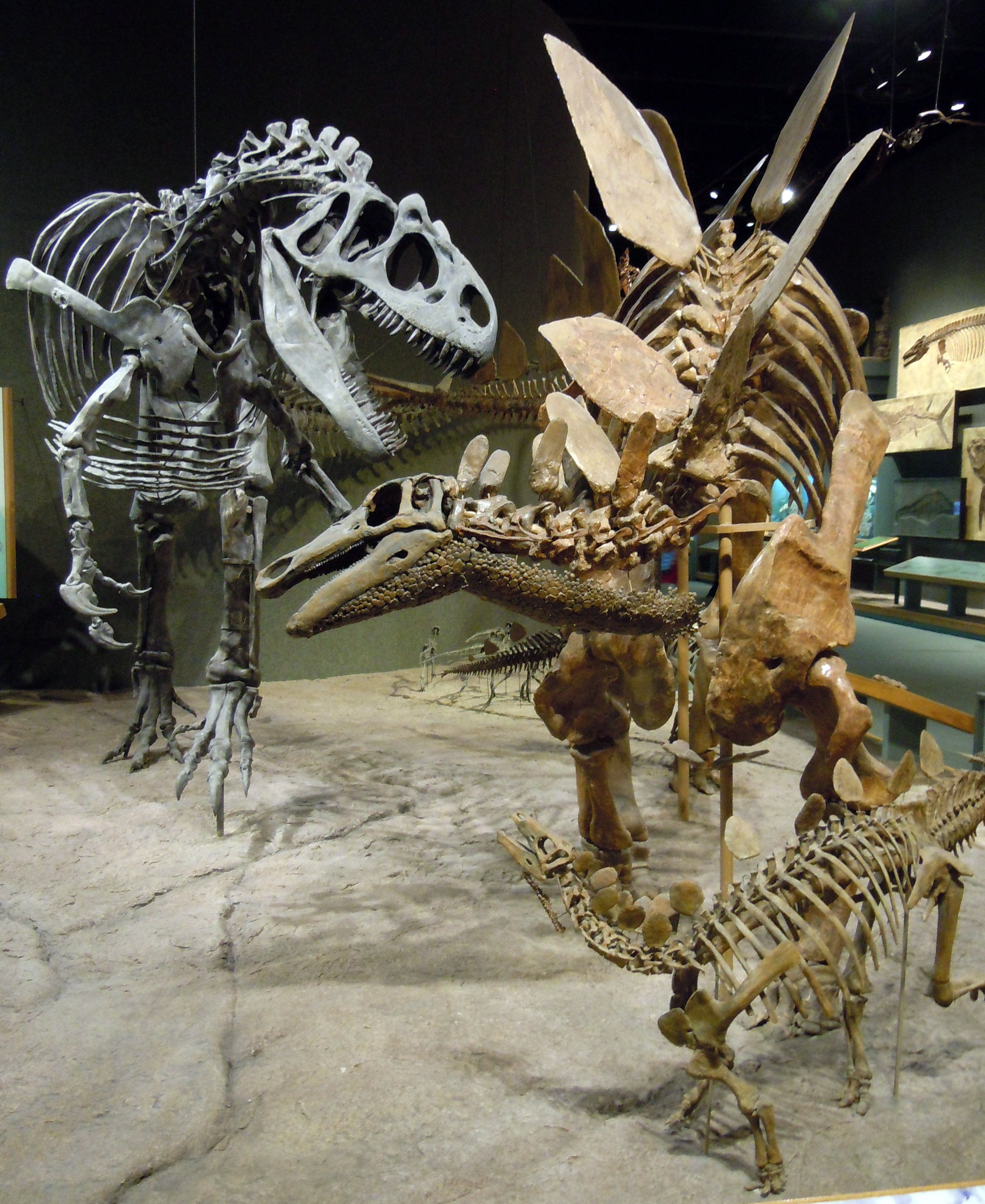
ポールのイラストをもとに組み立てられたステゴサウルスとアロサウルス。デンバー自然科学博物館。

ポールは1970年代に恐竜の「新しい姿」を開拓する一助となった。一連のダイナミックなインク画や油絵を通して、彼は動的な、血の通った、そして小型恐竜の場合は羽ばたきしているように描写した最初のプロのアーティストだった。後の多くの恐竜のイラストは、彼の解剖学的洞察や彼の描写スタイルの影響を直接的に受けている。彼は古生物学者と緊密に協力し、彼自身の独立した古生物学研究を行った。復原図や骨格図が描かれたすべての著名な恐竜の姿は、一般の人々にある種の科学的基準とみなされている。この傾向は、最新の発見と学説を反映させるために、古い作品を常に更新するという習慣によって強まっている。その多くは白黒で、インクや色鉛筆で描かれる。多くの彫刻家やその他の芸術家たちは、彼らの解剖学的テンプレートを何十年もの間、無許可かつ非公認で資料として使用してきた。彼自身はチャールズ・ナイト（Charles R. Knight）のような古典的な芸術家の影響を受けており、あまり知られていない芸術家ビル・ベリー（Bill Berry）の復元を好んだ。
ポールの作品は、100以上の人気のある出版物に掲載され、NOVA、Horizon、PaleoWorld などのいくつかのテレビ番組でも引用された。また、他の古生物学者より多くのドキュメンタリーに取り上げられている。

### 研究
1977年から1984年まで、ポールはジョン・ホプキンス大学の ロバート・バッカーと非公式に協力し、絵画を手がけた。ポールは古生物学の正式な学位をもっていないが、数多くの探検に参加し、30以上の科学論文と40以上の一般向けの著書を執筆、または共同執筆している。ポールは、鳥に似た羽毛恐竜の羽毛は羽ばたきによって飛行するためのもので、他の羽毛恐竜にとっては飛行に関する機能は二次的なものであったと提唱した。これは中国から見つかっているいくつかの化石によって支持されている。また、基礎代謝率の高い動物だけが陸上で1トンを超えることができるという「terramegathermy」という論議的な体温調節概念を主張している。以下の恐竜の論文を一人で、または共著者として発表している。
- アクロカントサウルス？・アルティスピナクス (後にベックレスピナクスと改められる)[8]
- アルバートサウルス・メガグラキリス (後にディノティランヌスと改められる。現在はティラノサウルス・レックスの幼体と考えられている)[8]
- アウブリソドン・モルラニ (後にスティギヴェナトルと改められる。現在はティラノサウルス・レックスの幼体と考えられている)[8]
- アヴィサウルス・アルキバルディ (新属新種、鳥類)[9]
- ギラッファティタン・ブランカイ （ブラキオサウルス属から独立、反論もある）[10]
- マンテリサウルス・アテルフィエルデンシス (イグアノドンから独立)[11]
- ポタモルニス・スクッチ (新属新種、鳥類)[12]
- ドロドン・バンピンギ (新属新種)[11]
- ダコタドン・ラコタテンシス (新属)[11]
- マンテロドン・カルペンテリ (新属新種)
- ダルウィンサウルス・エヴォルティオニス (新属新種)
- フクスレイサウルス・ホリングトニエンシス (新属)
- ヴェロキラプトル・アンティロプス (デイノニクス・アンティロプスのシノニム。原作版ジュラシック・パークのデイノニクスがヴェロキラプトル名義なのはこの論文が由来である)
- モノロフォサウルス・ウカイー (グアンロング・ウカイーのシノニム)

最初の3つは現在、通常他のタクサとして扱われる。獣脚類クリプトヴォランス・パウリ(現在のミクロラプトル・ザオイアヌス)の種小名はポールの羽毛恐竜の研究を称賛した献名だった。セラコクサ・パウリも彼のイグアノドン類の研究を讃えて献名されたものである。
ポールがデザインした巨大翼竜ケツァルコアトルスの復元は半分の縮尺の空を飛ぶロボットが制作され、1986年の映画 On the Wing で使われた。